# Ioszif Davidovics Kobzon
Ioszif Davidovics Kobzon (oroszul: Иосиф Давыдович Кобзон; Csasziv Jar, 1937. szeptember 11. – Moszkva, 2018. augusztus 30.) szovjet-orosz énekes, előadóművész, aki esztrádműsoraival vált ismertté és népszerűvé az 1960-as években. Az 1980-as évek végétől politikai és közeleti szerepet is vállalt. 2003-tól az Egységes Oroszország párt tagja volt. Képviselőként az orosz Állami Duma tagja, 2011–2018 között a Duma kulturális bizottságának elnök-helyettese volt. Putyin politikájának aktív támogatójaként és ukránellenes megnyilvánulásairól ismert.

## Élete
Az ukrajnai Csasziv Jarban született zsidó családba. Apja David Kunovics Kobzon. Anyja Ida Iszajevna Sojhet. A család 1939-ben a Szovjetunió által elfoglalt Lvovba költözött, ahol az apa a Kirov csokigyár (napjainkban: Szvitocs) káderosztályának vezetőjeként dolgozott. A város német elfoglalása előtt a család Üzbegisztánba költözött, majd a Taskent melletti Yangiyo‘lban (akkor Jangijul) telepedett le. Apját behívták katonának, ahol politikai tisztként szolgált. 1943-ban megsérült, felépülése után nem tért vissza a családjához, hanem új házasságot kötött és Moszkvába költözött.
1944-ben visszatértek Ukrajnába, és Kramatorszkba költöztek. Ioszif Kobzon a város 6. sz. középiskolájába járt. Az 1940-es évek végén Dnyepropetrovszkba költöztek. 1952-ben ott kezdte el tanulmányait a Dnyepropetrovszki Bányászati Technikumban, melyet 1956-ban végzett el. Közben énekelni tanult. Ekkor került sor első fellépésére is a technikum színpadán. Ebben az időszakban ökölvívással is foglalkozott. Több versenyt nyert, többek között ukrajnai köztársasági ifjúsági bajnok is volt. Az ökölvívással egy kiütés miatt felhagyott.
1956-tól 1959-ig katonai szolgálatot teljesített, a Kaukázuson túli Katonai Körzet énekkarában szolgált. Leszerelése után a Dnyipropetrovszki Diákpalota igazgatójánál, Leonyid Terescsenkónál tanult énekelni. Ő készítette fel az Odesszai Konzervatórium felvételijére, a meghallgatása után azonban úgy döntöttek, hogy az odesszai konzervatórium számára csak tartalék lehetőség lesz, Kobzonnak moszkvai zenei tanulmányokat javasoltak.